# Järnvägslinjen Växjö-Hultsfred-Västervik

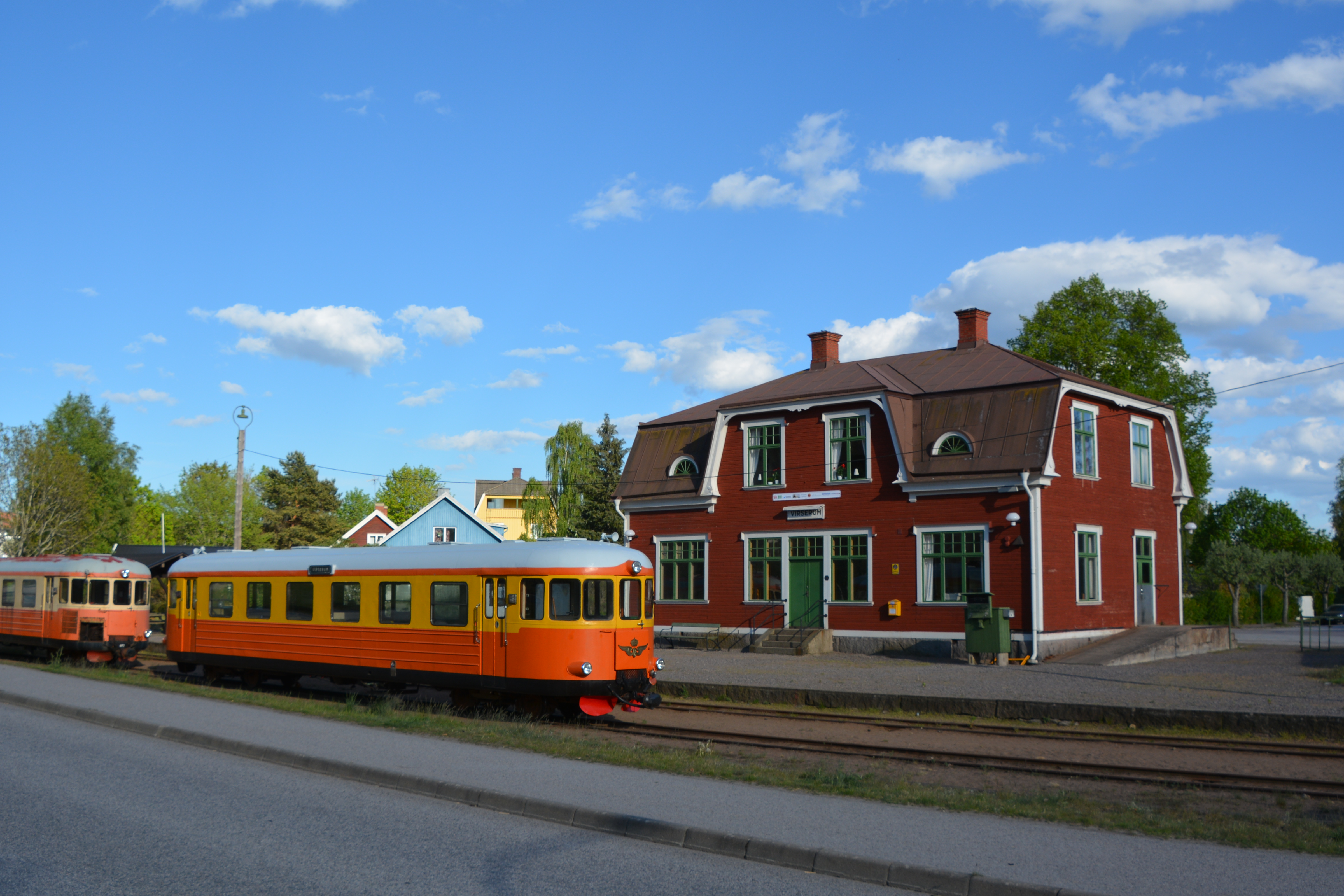
Virserums station.

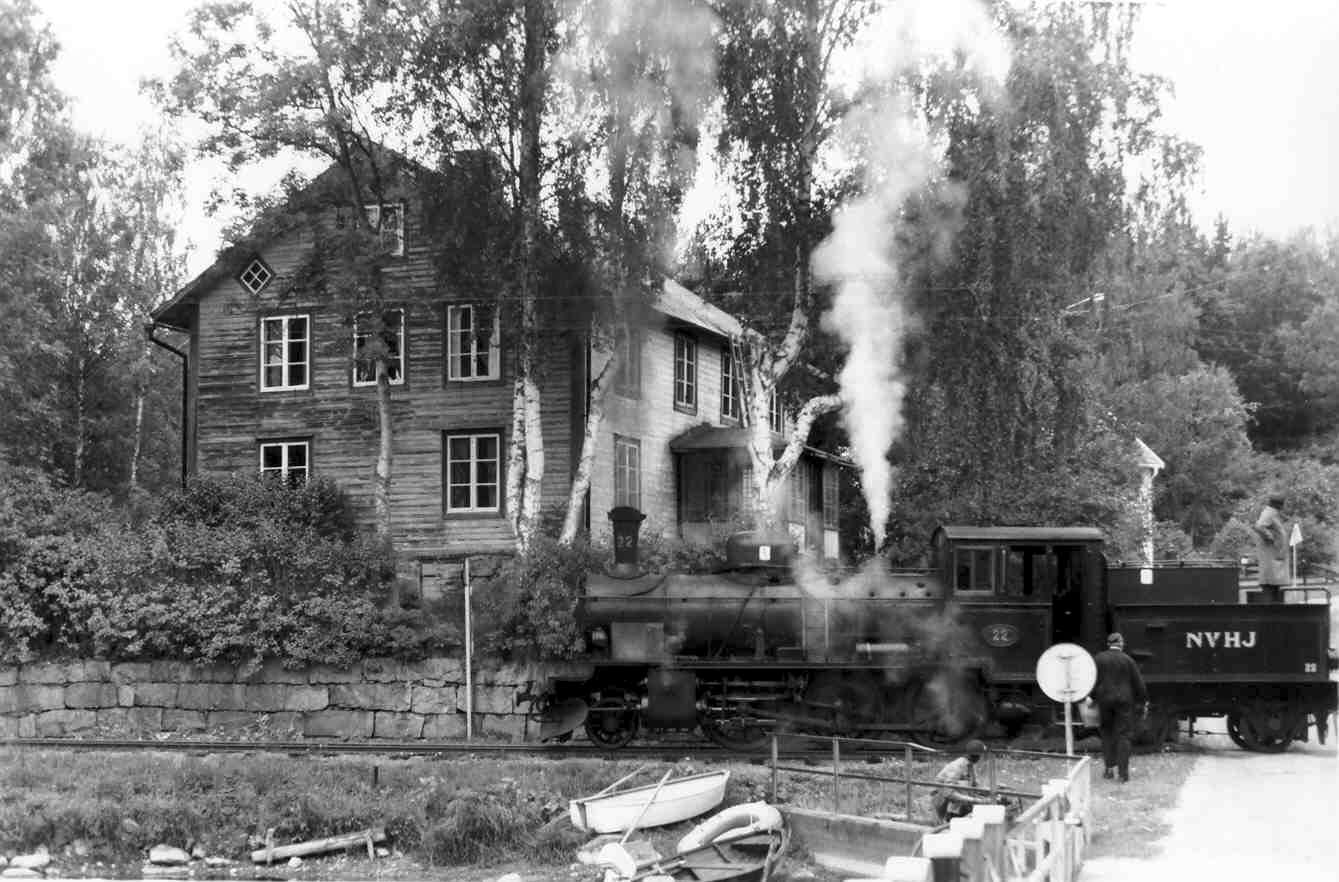
Lok från tidigare NVHJ fyller på vatten i Hjortöström. Bild från 1989.

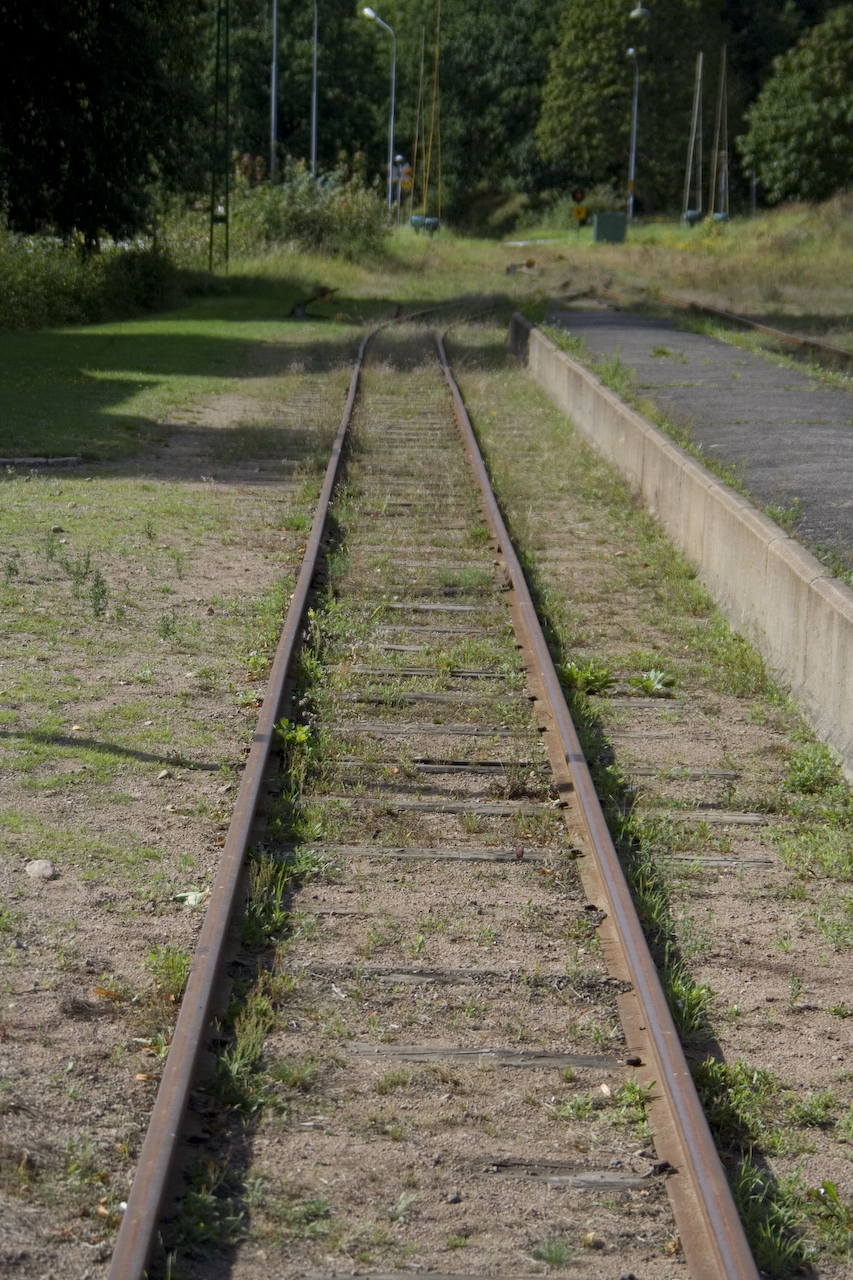
Smalspåret vid stationen i Ankarsrum.

Järnvägslinjen Växjö-Hultsfred-Västervik var en relativt kortvarig sammanslagning under 1970-talet av de smalspåriga järnvägarna med spårvidden 891 mm mellan Växjö och Hultsfred, tidigare Växjö–Åseda–Hultsfreds Järnväg samt Hultsfred - Västervik, tidigare NVHJ, båda införlivade i SJ på 1940-talet. Dessa slogs ihop till en gemensam linje, den sista smalspåriga SJ-linjen med persontrafik, och trafikerades som en linje under drygt tio år av SJ, därefter under drygt fem år av Växjö–Hultsfred–Västerviks Järnvägs AB, innan det åter blev två separata järnvägar på 1990-talet.
Av forna Växjö-Åseda-Hultsfreds Järnväg är sträckan Åseda-Växjö uppriven, medan spåren på resterande sträcka Åseda-Hultsfred finns kvar och har dressincykling på delar av sträckan. Hela den ursprungliga Hultsfred–Westerviks Jernväg (HWJ) ligger kvar och trafikeras som museibana under namnet Smalspårsjärnvägen Hultsfred–Västervik.

## Historik
Det som under ett tjugotal år betraktades som en järnvägslinje är egentligen två järnvägar som anlades av två olika järnvägsbolag. Västervik–Hultsfred byggdes av Hultsfred–Westerviks Jernväg (HWJ) och invigdes 1879. Den andra banan uppfördes i etapper av Växjö-Åseda-Hultsfreds Järnväg (VÅHJ), första etappen var Växjö–Klavreström som invigdes som Wexiö-Klavreströms Järnväg (WKJ) 1895. Nästa etapp var Klavreström-Åseda, som uppfördes 1900–1902, varefter banans namn blev Växjö-Klavreström-Åseda Järnväg (VKÅJ). Den tredje etappen blev Åseda–Virserum, som anlades 1910–1911, varefter järnvägen fick namnet Växjö-Virserums Järnväg (VVJ). Slutligen invigdes den sista etappen 1922 mellan Virserum och Hultsfred och det slutgiltiga namnet antogs.
VÅHJ var från 1908 en del av Trafikförvaltningen Växjö Järnvägar och HWJ slogs samman med ett antal andra banor och blev Norsholm-Västervik-Hultsfreds Järnvägar (NVHJ) 1924.
VÅHJ kom med tiden att dras med en del ekonomiska problem och efter en rekonstruktion i början av 1930-talet förstatligades VÅHJ 1941. NVHJ i sin tur förstatligades 1949. Även efter förstatligandet fortsatte linjerna att trafikeras som två separata banor.
Flera av Statens Järnvägars omkringliggande smalspåriga linjer kom att breddas med åren och i takt med att allt fler banor lades ned på annat håll så blev linjerna SJ:s sista smalspårsbanor med persontrafik från 1972, de började därefter under de få kvarvarande åren trafikeras som en enda linje med genomgående trafik fram till den 19 augusti 1984 då persontrafiken lades ned. Godstrafiken lades ned i etapper tills den sista trafiken upphörde 1986.
Efter godstrafikens nedläggande år 1986 kunde ett nybildat aktiebolag, Växjö–Hultsfred–Västerviks Järnvägs AB (VHVJ), köpa de båda banorna och startade turisttrafik och under vissa perioder även skoltåg åt Växjö kommun. 1992 var det dock slut i och med att VHVJ gick i konkurs. Banornas öde var därefter ovisst men de styckades slutligen upp och blev åter igen två separata banor efter att det senare likviderade Småländska Smalspåret AB tagit över forna VÅHJ, medan Tjustbygdens Järnvägsförening tog över trafiken på gamla HWJ som numera ägs av Förvaltnings AB Smålandsbanan.
Delen Hultsfred-Virserum används sedan flera år tillbaka för dressincykling och sträckan Virserum-Åseda startades successivt upp med trafik mellan 2005 och 2012, denna gången genom Föreningen Smalspåret Växjö-Västerviks dotterbolag Smalspåret i Hultsfred AB. Första sträckan blev Hultanäs-Åseda. Mellan 2012 och 2019 var bandelen Virserum-Åseda öppen för trafik och tågen kördes vissa dagar sommartid, samt i samband med evenemang såsom Olsmässan i Åseda och Virserums marknad. Sedan 2020 går det inte längre någon trafik mellan Åseda och Virserum.

## Bildgalleri

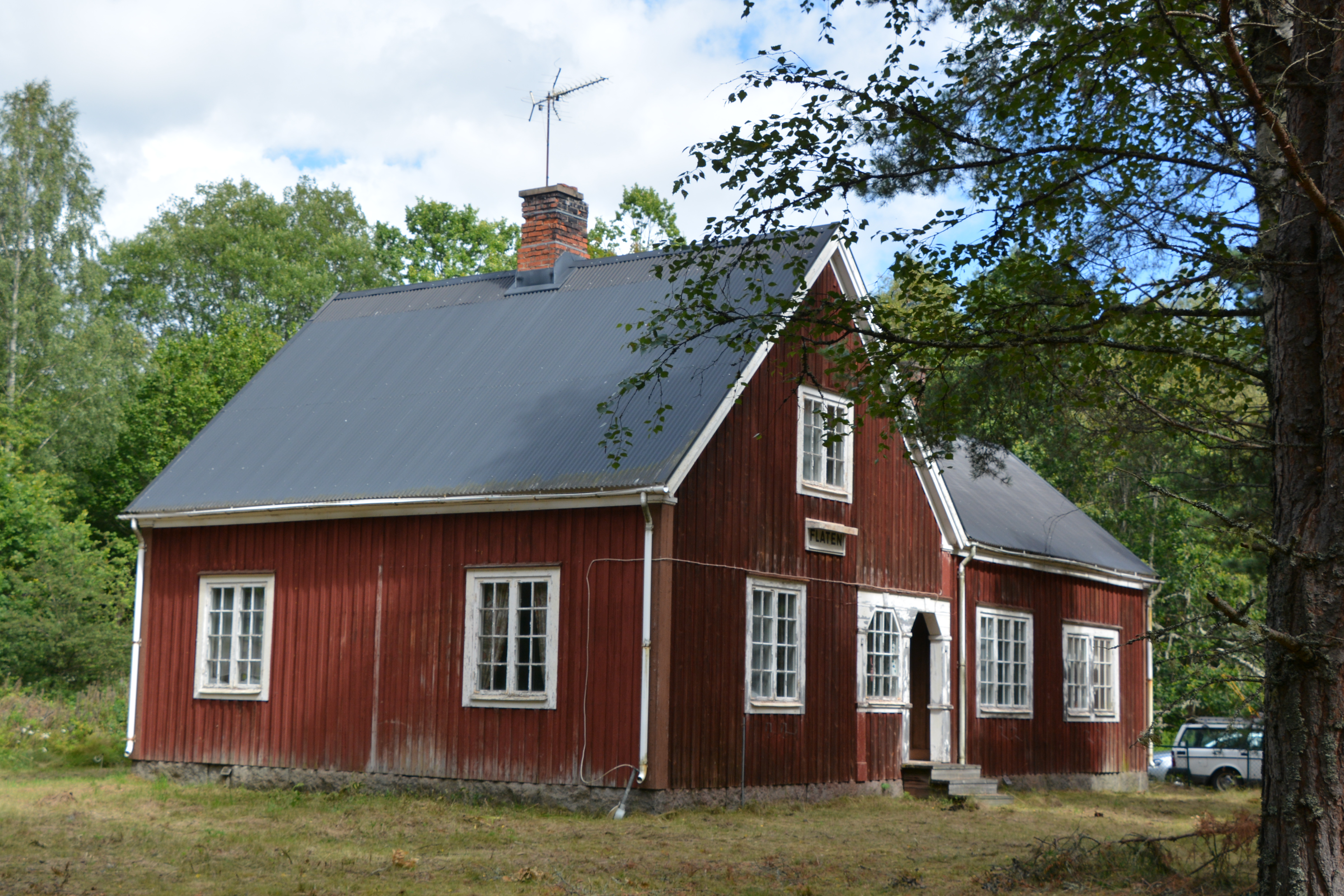
Flatens station